# インライン変換
インライン変換（インラインへんかん）とは、かな漢字入力の際に、エディタ上の編集（カーソル）位置に未変換文字列や漢字変換の候補を表示する方式である。インライン入力ともいわれる。
また、入力位置とは別の位置で変換機能が提供される方式であるシステムライン変換と区別する用語である。現在はほとんどのソフトウェアでインライン変換が採用されている。

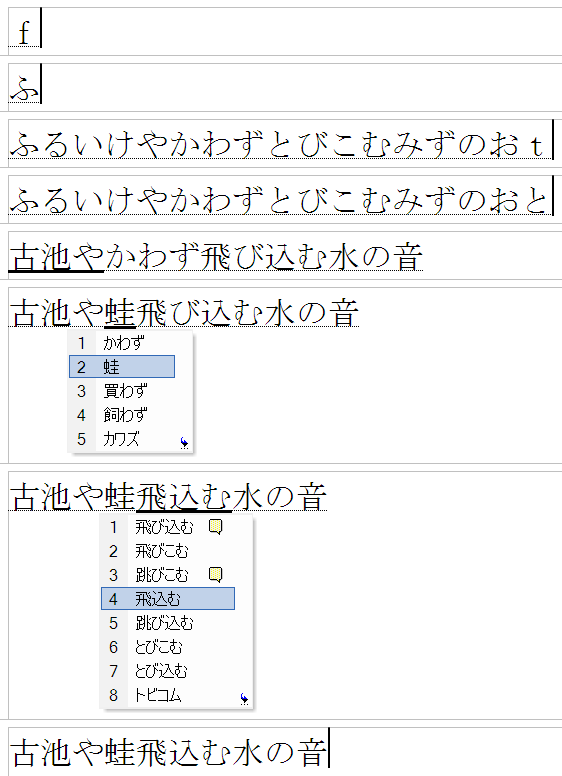
インライン入力の例

## システムライン変換との比較
現在では、インライン変換が広く採用されているが、初期のころは、ディスプレイの端などに変換用のウィンドウが表示されるシステムライン変換を利用するものも多かった。この入力方式は、入力と変換のたびに目線を移動しなければならない不便なユーザインタフェースだった。インライン変換が普及し、入力のカーソル位置で文字列を編集できるようになった。